# Dermatophilose
La dermatophilose, ou gale de boue, est une maladie des membres des grands animaux, tels que le cheval et le bovin. Elle est causée par une bactérie, Dermatophilus congolensis.
La dénomination populaire de « gale de boue » est scientifiquement impropre, car ce n'est pas une gale. 
Elle touche généralement le bas des membres des chevaux, surtout le creux de ses paturons, et plus rarement son dos et sa croupe. Les signes cliniques incluent une dépilation, une inflammation, des suintements et des croutes douloureuses, avec ou sans démangeaisons. La douleur peut entraîner une gène à la locomotion.
La moitié des élevages bovins de Guadeloupe et de Saint-Martin sont affectés par la dermatophilose.